# Luis Otero Cifuentes
Luis Francisco Otero Cifuentes alias Lucho (Cali, 15 de septiembre de 1944 - Bogotá, 7 de noviembre de 1985) fue un antropólogo y guerrillero colombiano. Cofundador de la guerrilla del M19.

## Biografía
Culminados sus estudios en el Colegio de la Universidad Libre, estudió y título de la Universidad Nacional de Colombia como antropólogo y perteneció a las Juventudes Comunistas (Juco), ayudó a configurar lo que se conocería por parte de Jorge Castañeda como los grupos de la "Segunda Ola" en referencia a aquellas guerrillas que acogieron el accionar urbano y una tendencia ideológica no específica, por lo que se diferenciaban de aquellos movimientos con horizontes dentro del Marxismo-Leninismo o el foquismo guevarista normalmente asociados como grupos de la "Primera Ola". Combatió en Cuba al lado de las milicias revolucionarias en el Escambray. Ingresó en 1967 a las Fuerzas Armadas Revolucionarias de Colombia (FARC).

### Militancia en el M-19
Proveniente de la guerrilla de las FARC, en 1973 junto con Jaime Bateman Cayón, Yamel Riaño, Afranio Parra Guzmán, Germán Rojas Niño, Iván Marino Ospina, Arjaid Artunduaga, Álvaro Fayad, Eddy Armando, Vera Grabe Loewenherz y María Eugenia Vásquez hacía parte del grupo Comuneros núcleo fundador del grupo guerrillero M19.
Participó en la estrategia publicitaria que dio a conocer al M-19, planeó el Robo de la espada de Bolívar, el plan para rescatar a Gustavo Arias Londoño 'Boris' del hospital de La Hortúa (Bogotá), la fuga de la cárcel la Picota de Iván Marino Ospina y Elmer Marín. Participó en el robo de armas del Cantón Norte, en 1980 planeó la operación de la toma de la embajada de la República Dominicana por parte de unos guerrilleros del M-19, aunque no se encontró presente en aquella operación que duró alrededor de 61 días, sería encarcelado por dicha operación en febrero de 1980,  fue condenado en el Consejo Verbal de Guerra de la Picota, pero saldría libre con la amnistía del gobierno en 1982.
En 1985 dirigió la operación de la toma del Palacio de Justicia, con el comando Iván Marino Ospina., durante la toma, sostuvo contacto telefónico con el general Delgado Mallarino. Murió al igual que el resto de guerrilleros y rehenes que se encontraban presentes en combates con el Ejército Nacional de Colombia que retomó la edificación.